# Lilioceris apicalis
Lilioceris apicalis es una especie de insecto coleóptero de la familia Chrysomelidae
Fue descrita científicamente en 1992 por Yu in Yu.